# フォーエヴァー・モーツアルト
『フォーエヴァー・モーツアルト』（For Ever Mozart）は、1996年（平成8年）公開のジャン＝リュック・ゴダール監督による、フランス・スイス・ドイツ合作映画である。

## 略歴・概要
本作のタイトル、英語の「For Ever Mozart」は、仏語の「pour rêver Mozart」（「モーツァルトの夢をみるために」の意）に聞こえるように意図的に仕掛けられたバイリンガルな駄洒落である。
おびただしい映像と音響の引用で構成される大作映画『ゴダールの映画史』の時代（1988年 - 1998年）のまっただなかで撮られた本作も、映像と音響の直接の引用が多く行われている。
ワールドプレミア上映は、1996年の第53回ヴェネツィア国際映画祭である。日本では、2002年（平成14年）6月29日に劇場公開された。「フォー」と「エヴァー」を2単語にせず、「モーツァルト」ではない、本項の表記「フォーエヴァー・モーツアルト」は日本公開時の正式邦題である。

## スタッフ
- 監督・脚本・編集 ジャン＝リュック・ゴダール
- プロデューサー アラン・サルド、ルート・ヴァルトブルゲール
- 撮影 クリストフ・ポロック
- 音楽 ケティル・ビヨルンスタ、デヴィッド・ダーリング、ルートヴィヒ・ヴァン・ベートーヴェン、ヴォルフガング・アマデウス・モーツァルト
- ロケーション スイス・ヴォー州ロール、ジュネーヴ州ジュネーヴ

## キャスト
- ヴィッキー・メシカ （Vicky Messica） - 演出家
- マドレーヌ・アサス - カミーユ
- ガリア・ラクロワ - ジャミラ
- ベランジェール・アロー  - 女優
- フレデリック・ピエロ （Frédéric Pierrot） - ジェローム
- シルヴィー・エルベール - シルヴィ
- ミシェル・フランチーニ - プロデューサーのフェリックス男爵
- ヴァレリー・ドラングル - ソランジュ
- マックス・アンドレ - コンサルタント
- サビーヌ・バイユ - 男爵の友人
- ハリー・クレフェン - ジャーナリスト
- スタニスラス・ガチョウ - 撮影技師
- セシル・レゲール - 撮影助手
- ユリアル・ウインター - モーツァルト

## 註
1. ↑  For Ever Mozart Review by Jonathan Rosenbaum
2. 1 2 3  #外部リンク欄の日本での配給元・フランス映画社による本作の公式サイトの記述を参照。二重リンクは省く。